# Luchino
Luchino (... – 1400 circa) è stato un arcivescovo cattolico italiano, vescovo di Noli dal 1381 al 1396 e successivamente arcivescovo di Lepanto.
Apparteneva all'ordine dei frati minori. Nelle cronache dell'epoca viene riportato sia come vescovo Luca che come fra Luchino, per tale motivo alcuni ritennero che si trattasse di due vescovi distinti. Tale confusione si deve anche al fatto che per un errore di trascrizione Ferdinando Ughelli pose l'episcopato di Leonardo Fieschi in questi anni, tra il vescovo Luca e frà Luchino, anziché all'inizio del XIV secolo come in effetti fu. Da una più approfondita ricerca è risultato poi che la collocazione data dall'Ughelli al Fieschi fosse errata e che Luca e Luchino si potessero considerare in realtà la stessa persona. Papa Bonifacio IX nel 1396 lo promosse arcivescovo di Lepanto.